# Flugplatz Eichsfeld

i7
i11
i13
Der Sonderlandeplatz Eichsfeld (ICAO-Code: EDHD) befindet sich nördlich von Heilbad Heiligenstadt. Er liegt ca. 20 Kilometer südöstlich von Göttingen und ist seit 1991 im Besitz des Luftsportvereins Eichsfeld-Göttingen.

## Geographie
Der Flugplatz Eichsfeld liegt im Landkreis Eichsfeld etwa drei Kilometer nördlich der thüringischen Kreisstadt Heilbad Heiligenstadt im Landkreis Eichsfeld in 363 m ü. MSL direkt an der Autobahn 38.

## Geschichte des Flugplatzes

### Nutzung zu Zeiten der DDR

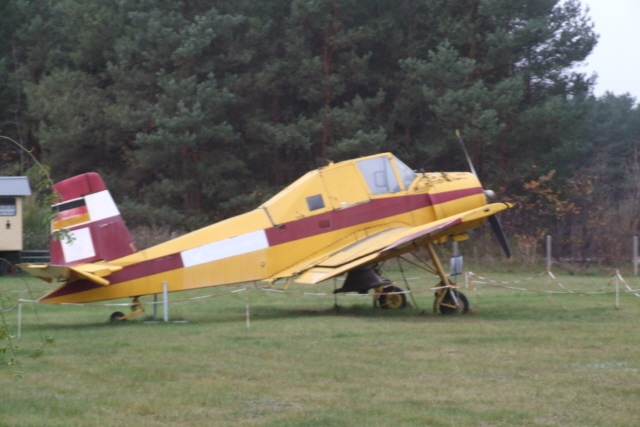
Agrarflugzeug Z-37

Zu Zeiten der DDR wurde der Flugplatz Günterode (ehemaliger Name) von der Interflug als Agrarflugplatz genutzt. Dabei kamen in der Umgebung Agrarflugzeuge vom Typ PZL M18 Dromader und Let Z-37 zum Einsatz. Eine Z-37 war in Günterode fest stationiert.
Es landeten und starteten dort auch sehr oft Flugzeuge und Hubschrauber der Nationalen Volksarmee. Unter anderem wurden gesichtet:
- Hubschrauber: Mil Mi-2, Mil Mi-8, Mil Mi-14
- Flugzeuge: An-2, Jak-11, Jak-18

Wegen seiner Grenznähe zur BRD (4 km Luftlinie) war der Flugplatz sehr beliebt bei der NVA, zum einen, um Generäle der Grenztruppen abzuholen oder zu bringen, zum anderen, um bei Überwachungsflügen zu tanken. Dafür befand sich in Günterode extra eine Tankstelle.

### Nutzung nach der Wende

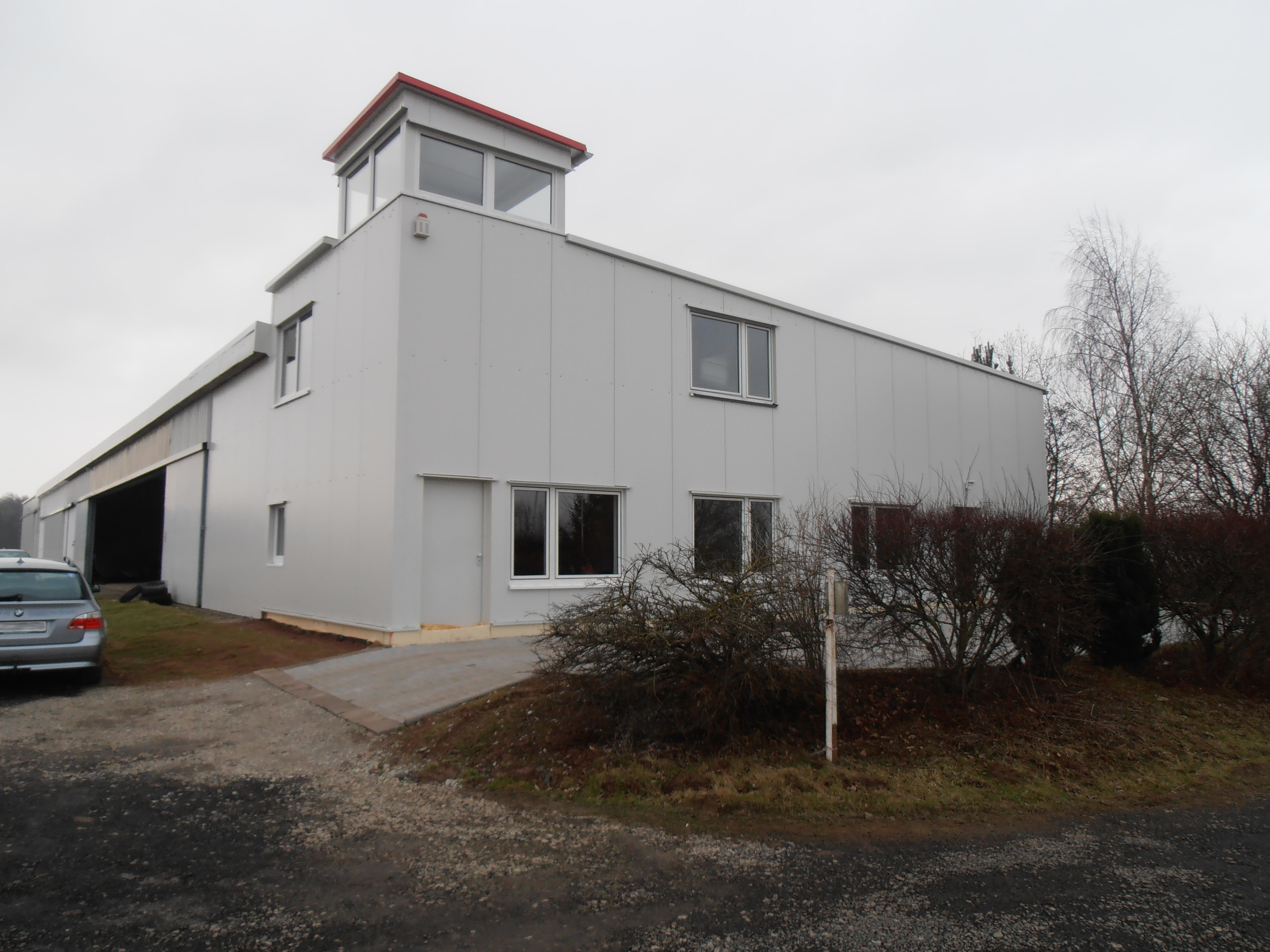
Neues Towergebäude inkl. Sozialgebäude, erbaut 2011

Gleich nach der Wende kaufte die Luftsportvereinigung Göttingen e. V. (ehemaliger Vereinsname) das Gelände. Im April 1991 bekam die LVG eine vorläufige Fluggenehmigung für das Segelfluggelände Günterode. Die luftrechtliche Zulassung wurde beantragt und Pacht-, beziehungsweise Kaufverträge zwischen den Besitzern des Geländes und dem Verein geschlossen. Eine unbefristete Genehmigung des Platzes wurde im September 1991 erteilt. Es folgten die Aufnahme in den Landesluftsportverband Thüringen des Deutschen Aeroclubs und der Beginn der Flugausbildung in Günterode. Im Jahr 1992 wurde die Baugenehmigung für eine Flugzeughalle erteilt. In etwa 8000 Baustunden wurde das Gebäude bis zum Herbst desselben Jahres errichtet. Am 17. Mai 1994 fand die Einweihung der Flugzeughalle statt. Es begann ein regelmäßiger Flugbetrieb. Am 10. und 11. September 1994 wurde der erste Flugtag im Eichsfeld ausgetragen und ein fahrbarer Tower wurde gebaut. Im Jahr 1995 wurden weitere Grundstücke um den Flugplatz dazugekauft und 1998 wurde ein neues Benzinlager errichtet und eine zweite Halle an die erste angebaut.
Im Jahr 2005 wurde in der Graslandebahn ein 15 m breiter Asphaltstreifen eingefügt. Damit können seitdem auch größere Geschäftsflugzeuge landen.
Anfang 2011 wurde dann der bis dahin als Segelfluggelände klassifizierte Platz als Sonderlandeplatz zugelassen. Damit einher ging eine Namensänderung von Günterode/Heiligenstadt nach Heilbad Heiligenstadt.
Weiterhin wurde 2011 eine weitere Flugzeughalle für private Ultraleichtflugzeuge errichtet und die bestehende Flugzeughalle um neue Vereinsräume und einen Tower erweitert.
Im Herbst 2012 wurde mit dem Bau einer weiteren Halle für private Geschäftsflugzeuge begonnen. Auswärtige Piloten, die die Region Göttingen oder das Eichsfeld privat oder geschäftlich besuchen möchten, nutzen den Flugplatz vielfach. Der Flugplatz entwickelt sich somit immer mehr hin zum Geschäftsflugplatz mit regionaler Bedeutung.
2012 wurde außerdem der Flugplatz in Flugplatz Göttingen-Heilbad Heiligenstadt umbenannt. Seit dem 20. Juli 2016 gilt die Bezeichnung Eichsfeld.

## Flugbetrieb

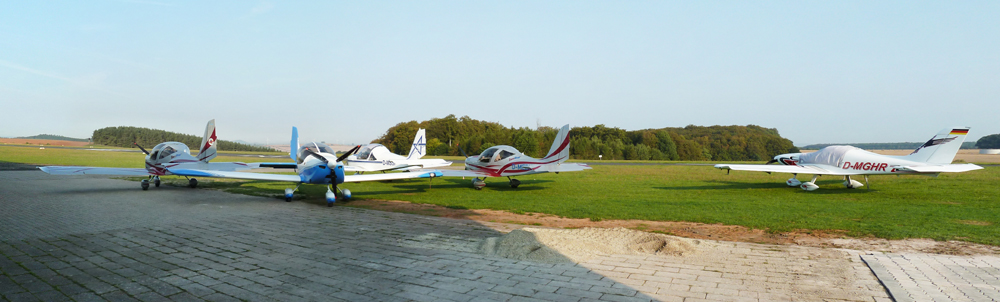
Ultraleichtflugzeuge auf dem Flugplatz

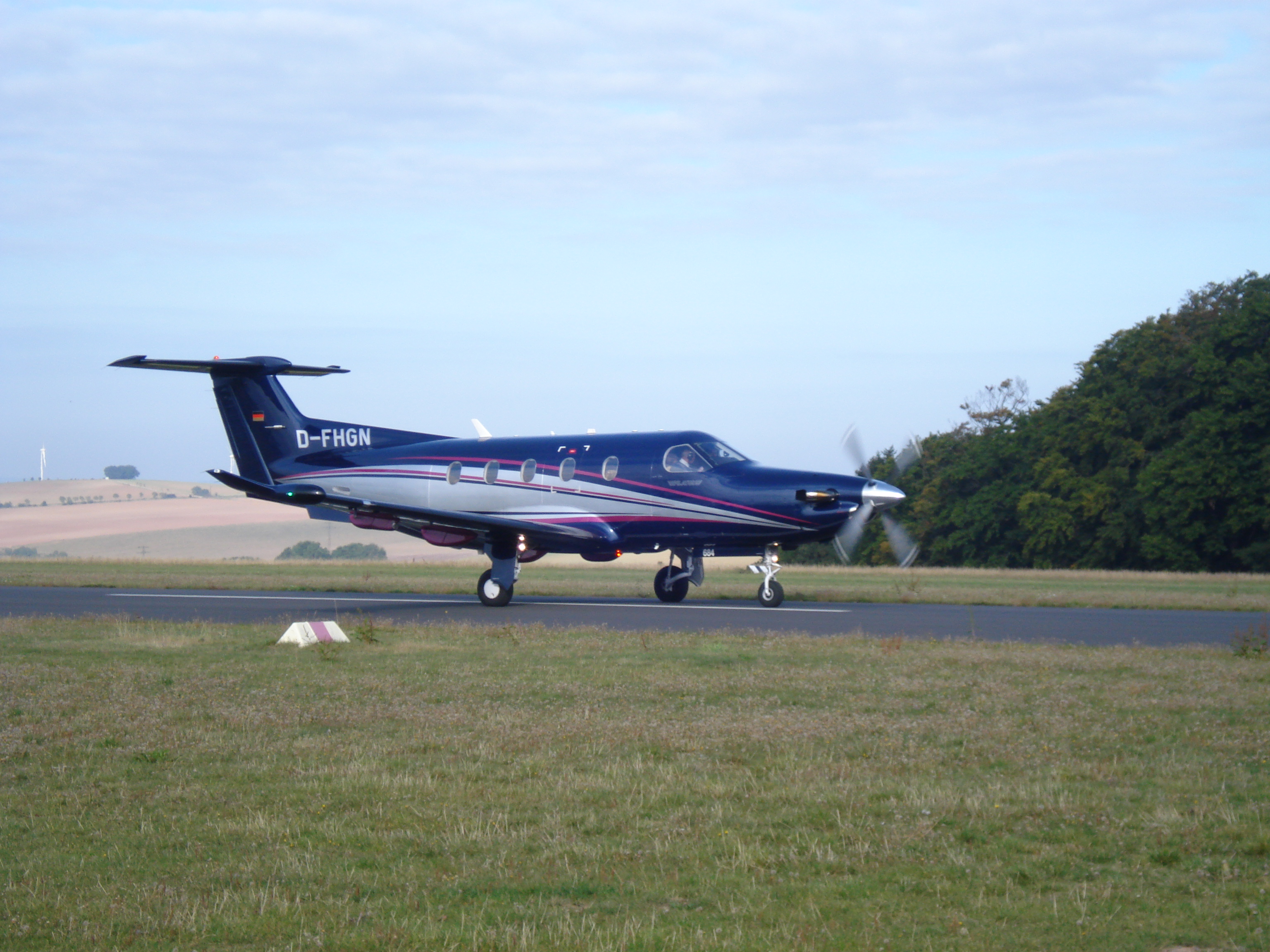
Pilatus PC-12 beim Rollen

Der Flugplatz ist Eigentum des Luftsportvereins Eichsfeld-Göttingen e. V., der dort Flugsport betreibt.
Der Flugplatz wird genutzt von:
- Segelflugzeugen und Motorgetriebenen Flugzeugen der Luftsportvereinigung Göttingen e. V.
- Privat- und Geschäftsflugzeugen (z. B. die Pilatus PC-12)
- Private Ultraleichtflugzeugen von Vereinsmitgliedern

### Zulassung
Der Flugplatz ist zugelassen für Flugzeuge bis 5,7 t und Hubschrauber bis 2 t Gesamtgewicht, Segelflugzeuge, Motorsegler, Ultraleichtflugzeuge und Fallschirmabsprünge. Der Flugplatz ist von außen nach vorheriger Anmeldung (PPR) anfliegbar.

## Eichsfeld Air
Der Flugplatz Eichsfeld ist der Heimatflugplatz der "Eichsfeld Air GmbH" mit Sitz in Duderstadt. Sie wurde 2004 als Chartergesellschaft gegründet und besitzt den CRCO-Code 31615. Zwei Luftfahrzeuge sind im Besitz der Gesellschaft: eine Pilatus PC-12 (D-FHGN) und ein Eurocopter EC-135Eurocopter EC-135 (D-HHGN).